# Triodopsis major
Triodopsis major är en snäckart som först beskrevs av A. Binney 1937.  Triodopsis major ingår i släktet Triodopsis och familjen Polygyridae. Inga underarter finns listade i Catalogue of Life.